# Schillerbrücke (Aue)
Die Schillerbrücke ist eine 42 Meter lange und 14,75 Meter breite Straßenbrücke über die Zwickauer Mulde in der Großen Kreisstadt Aue-Bad Schlema.

## Details
Im Jahr 1899 entstand an der Stelle eine erste, 3 Meter breite und 38 Meter lange Holzbrücke als Fußwegverbindung zwischen der Bahnhofstraße und der Schneeberger Straße, die als Postbrücke bezeichnet wurde. 1914 entstand eine neue und längere Brücke mit einer dreispurigen Fahrbahn. Es war eine Dreifeld-Plattenbalkenbrücke aus Stahlbeton mit Puttenfiguren und Schmuckelementen. Im Stadtplan von 1936 wurde sie erstmals als Schillerbrücke bezeichnet, im Volksmund jedoch oft als Postbrücke oder Neue Muldenbrücke benannt. Anlässlich des 225. Geburtstags Friedrich Schillers wurde 1984 eine Gedenktafel angebracht.
Am 4. März 2002 wurde die Schillerbrücke gesperrt, um zum Teil abgerissen zu werden. Stützpfeiler und Widerlager der Brücke blieben erhalten, der Überbau sollte neu gebaut werden.
Am 12. August 2002 riss eine Hochwasserwelle der Zwickauer Mulde das Tragwerk einschließlich Schalung und fertiger Bewehrung mit sich. Nach Rückgang des Wassers wurden neue Fundamente für das Traggerüst und eine neue Schalung und Bewehrung des Überbaus hergestellt.
Der neue Überbau wurde aus 800 m³ Beton sowie 80 Tonnen Bewehrung gefertigt.
Die erneuerte Brücke erhielt als Erinnerung an die 1914 gebaute alte Brücke deren Puttenfiguren und Schmuckelemente zurück und konnte am 13. Juni 2003 wieder für den Verkehr freigegeben werden.

## Denkmalschutz
Die Schillerbrücke steht als verkehrstechnisch bedeutend und baukünstlerisch wertvoll unter Denkmalschutz (Nummer 08957474).

## Galerie

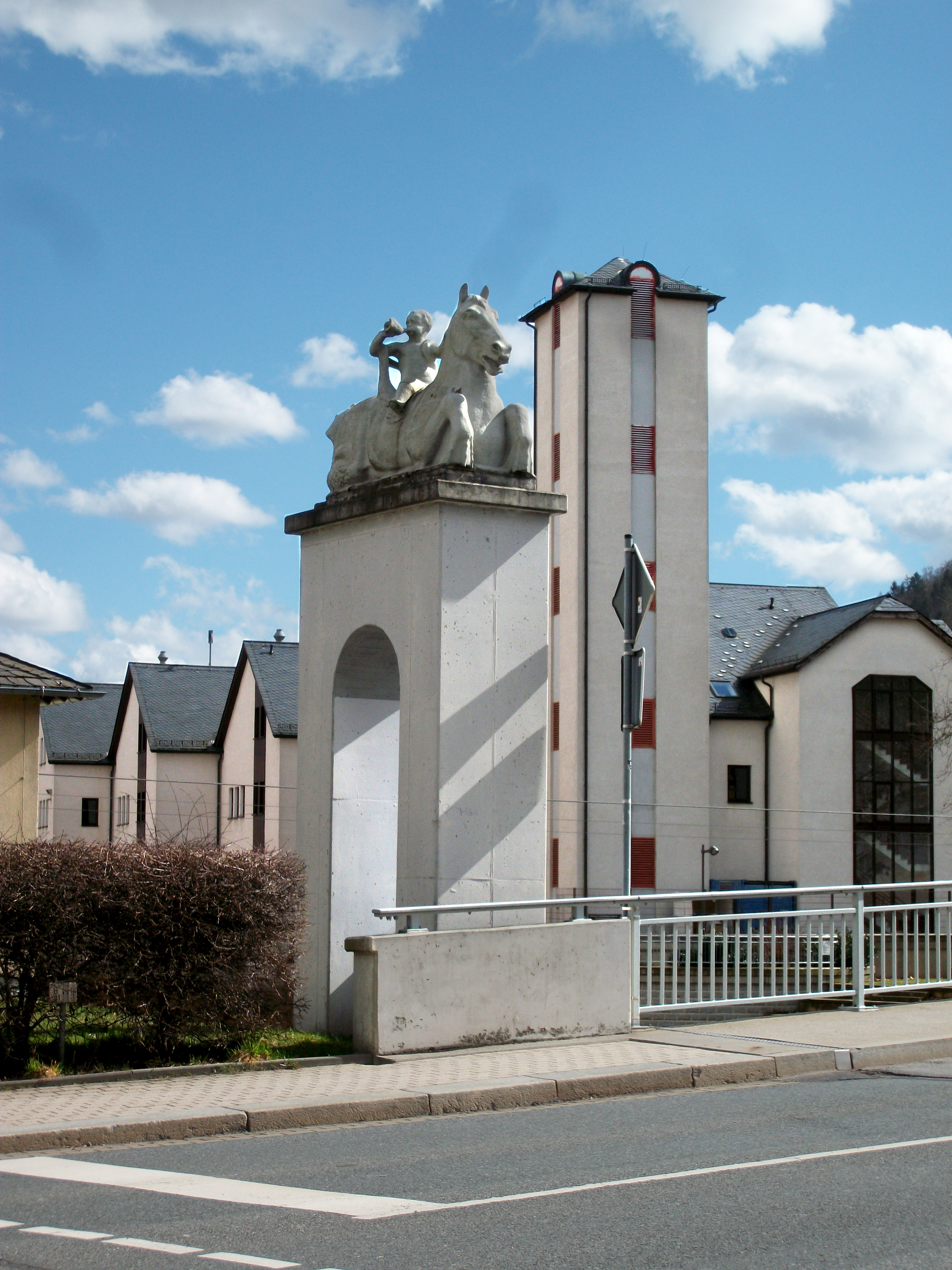
Reiterfigur auf Zeller Seite
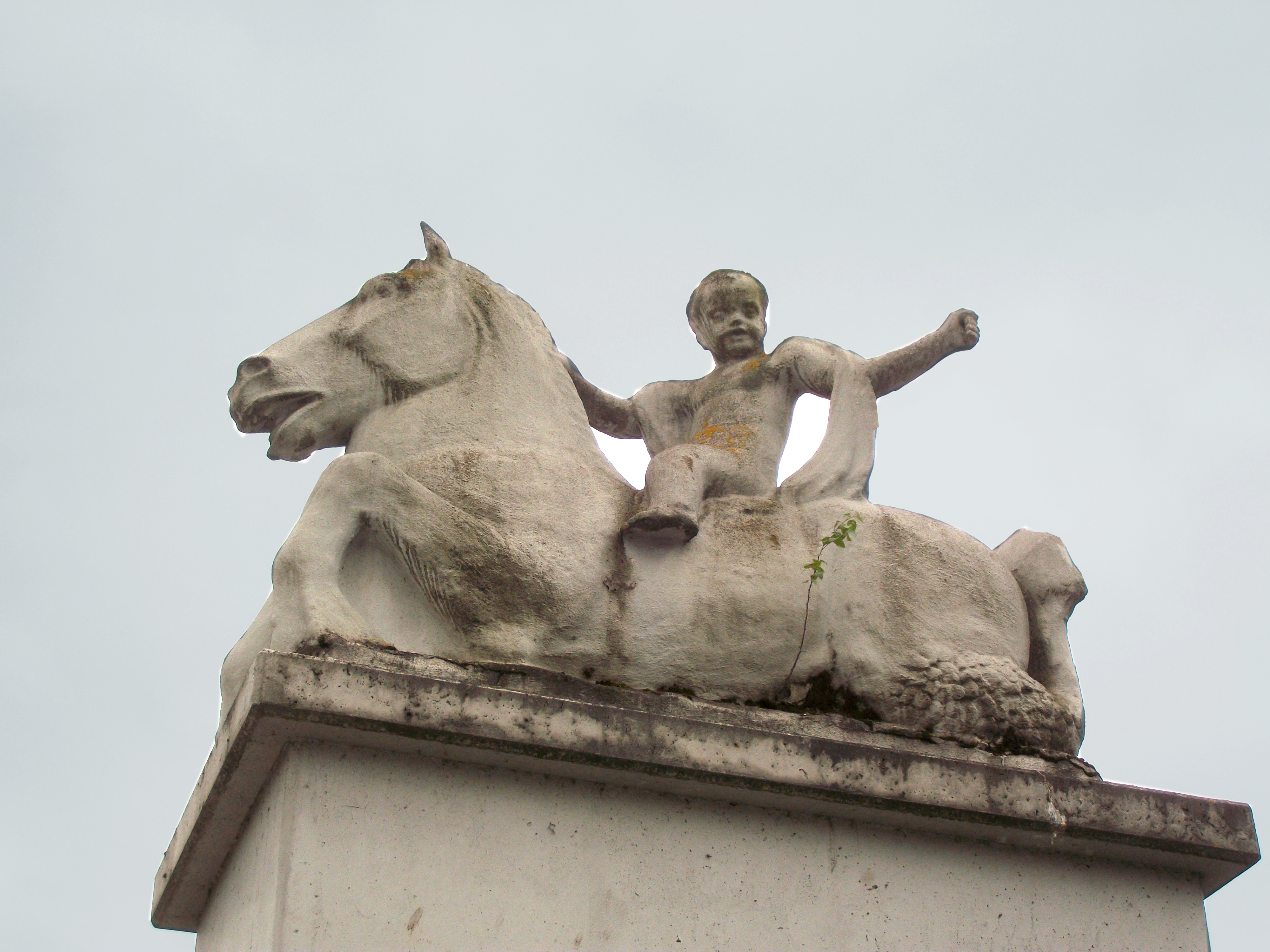
Reiterfigur auf Auer Seite
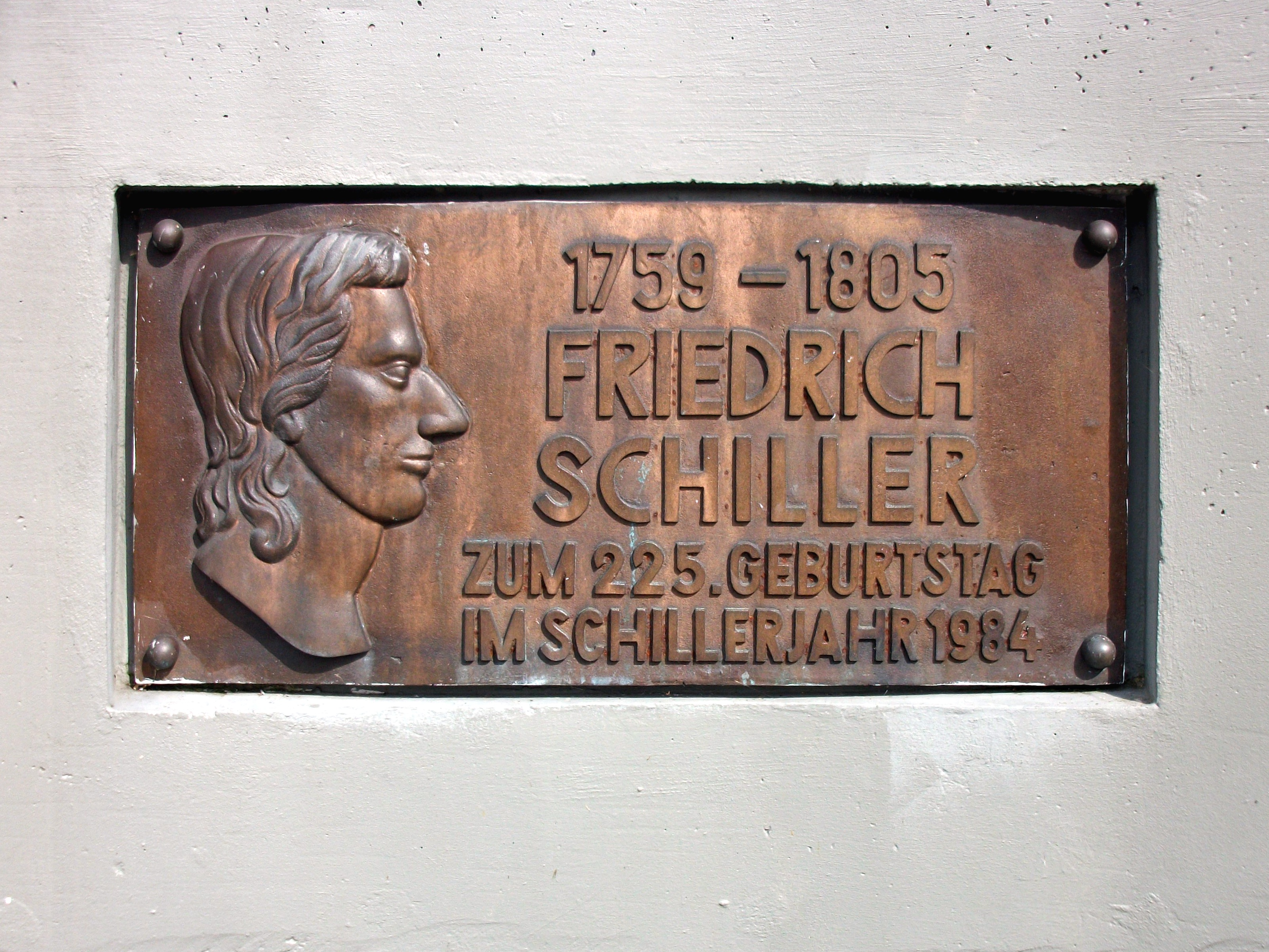
Gedenkplakette für Friedrich Schiller